# Xã Union Valley, Quận Perry, Arkansas
Xã Union Valley (tiếng Anh: Union Valley Township) là một xã thuộc quận Perry, tiểu bang Arkansas, Hoa Kỳ. Năm 2010, dân số của xã này là 352 người.